# Villa de Ramos
Villa de Ramos es una localidad del estado mexicano de San Luis Potosí, cabecera del municipio homónimo.

## Historia
A principios del siglo XVII se descubrió en la zona la presencia de vetas de mineral precioso. El hallazgo se produjo en Domingo de Ramos, hecho a partir del cual recibieron su nombre la futura ciudad y el municipio del que es cabecera. La evolución de la localidad estuvo estrechamente vinculada a la actividad minera durante prácticamente tres siglos, con etapas de gran florecimiento o de decadencia según se hallaran nuevas vetas o se agotaran los recursos.

## Geografía
Se encuentra en la ubicación 22°50′18″N 101°55′16″O / 22.83833, -101.92111, a una altitud de 1700 m s. n. m.
La zona urbana ocupa una superficie de 2.847 km².

## Demografía
Según los datos registrados en el censo de 2020, la población de Villa de Ramos es de 2636 habitantes, lo que representa un crecimiento promedio de 0.57% anual en el período 2010-2020 sobre la base de los 2494 habitantes registrados en el censo anterior. Al año 2020 la densidad poblacional era de 925,9 hab/km².
| Gráfica de evolución demográfica de Villa de Ramos entre 2000 y 2020 |
|                                                                      |
| Fuente: Instituto Nacional de Estadística Geografía e Informática    |

La población de Villa de Ramos está mayoritariamente alfabetizada, (3.30% de personas mayores de 15 años analfabetas, según relevamiento del año 2020), con un grado de escolaridad en torno a los 7.5 años. 

El 95.8% de los habitantes de Villa de Ramos profesa la religión católica.
En el año 2010 estaba clasificada como una localidad de grado alto de vulnerabilidad social. Según el relevamiento realizado, 995 personas de 15 años o más no habían completado la educación básica, —carencia conocida como rezago educativo—, y 540 personas no disponían de acceso a la salud.